# Michael Behaim
Michael Behaim, född 1416 och död omkring 1474, var en tysk mästersångare.
Behaim var först vävare och förde senare ett kringflackande liv som legoknekt och sångare vid olika hov, främst Fredrik III:s. 
I Buch von den Wienern (författad 1462 men utgiven först 1843 av Theodor von Karajan) skildrar Behaim Wienborgarnas uppror mot kejsaren. 
Behaim mördades som byfogde i sin födelseort Sülzbach, Württemberg.